# Médico
Médico é um profissional da saúde autorizado pelo Estado a exercer a medicina; se ocupa da saúde humana, prevenindo, diagnosticando, tratando e curando as doenças, o que requer conhecimento detalhado de determinadas disciplinas da biologia, como a anatomia e a fisiologia, amplo entendimento por detrás das doenças e de tratamento e também da sua prática aplicada.
Coloquialmente, o médico é frequentemente referido como doutor, à semelhança do que ocorre com os advogados. Antigamente, o médico era também referido como físico ou facultativo, distinguindo-se então do cirurgião, que constituía uma profissão distinta. 

## Formação médica em diferentes países

### Portugal
Em Portugal, o primeiro passo para exercer medicina é fazer o curso de medicina leccionado nas várias universidades do país. Ao completar o curso, o futuro médico tem de se inscrever obrigatoriamente na Ordem dos Médicos para poder começar a exercer. O médico nesta altura só pode exercer sob orientação de outros médicos tutores e nunca de forma independente, sendo um médico em formação chamado de interno de formação geral.
Após completar com sucesso o internato de formação geral, o médico já pode exercer como clínico geral, que é um médico sem especialidade, ou então já se pode candidatar a uma especialidade, por meio da Prova Nacional de Acesso (PNA). As vagas das especialidades são abertas todos os anos, variando o número de vagas para cada especialidade. As especialidades poderão durar de 4 anos a 6 anos, sendo as especialidades cirúrgicas (cirurgia geral, neurocirurgia, ortopedia, cirurgia plástica e reconstrutiva, etc.) são as que têm maior tempo de formação. Durante todo o internato de Especialidade o médico é avaliado e no final, tem obrigatoriamente que fazer um extenso exame teórico e prático e uma apresentação a um júri responsável pela formação de médicos. Concluindo estas etapas com sucesso, o médico obtém o título de médico especialista.
Em 1991, dos 28 326 médicos, 11 385 eram mulheres, mas em 2019 elas passaram a ser a maioria, 30 922 dos 55 432.

### Brasil
No Brasil, o curso de medicina é oferecido em forma de graduação (seis anos) sendo o ensino médio o único pré-requisito para o ingresso no curso.
O total de médicos em 2021, conforme Conselho Federal de Medicina no Brasil é de 517 151, em 2020, os homens representavam 53,4% e as mulheres 46,6%, há 30 anos, em 1990, as mulheres eram do total 30,8%. Além disto, a quantidade de médicos especialistas são de 293 064 profissionais com um ou mais títulos de especialista, o que corresponde a 61,4%.

### Estados Unidos e Canadá
Nos Estados Unidos e Canadá, assim como em Portugal, o curso de medicina também é uma pós-graduação stricto sensu, sendo que antes do indivíduo ingressar na pós-graduação em medicina (MD) ou medicina osteopática (DO), deve ter feito graduações que envolvam conteúdos das áreas de ciências que na maioria das vezes são graduados em biologia, química, física, entre outros, desde que contenham o mínimo de matérias biológicas equivalentes exigidas.

## Especialidades reconhecidas
- Acupuntura
- Alergia e imunologia
- Anatomia Patológica
- Anestesiologia
- Angiologia
- Oncologia
- Cardiologia
- Cirurgia da Mão
- Cirurgia de cabeça e pescoço
- Cirurgia do Aparelho Digestivo
- Cirurgia Cardiovascular
- Cirurgia Geral
- Cirurgia Pediátrica
- Cirurgia Plástica
- Cirurgia Torácica
- Cirurgia Vascular
- Clínica médica
- Coloproctologia
- Dermatologia
- Endocrinologia
- Endoscopia
- Gastroenterologia
- Genética médica
- Geriatria
- Ginecologia e Obstetrícia
- Hematologia
- Homeopatia
- Infectologia
- Mastologia
- Medicina de Família e Comunidade[10]
- Medicina do trabalho
- Medicina do tráfego
- Medicina esportiva
- Medicina Física e de Reabilitação
- Medicina intensiva
- Medicina legal
- Medicina nuclear
- Medicina preventiva e social
- Nefrologia
- Neurocirurgia
- Neurologia
- Nutrologia
- Oftalmologia
- Ortopedia e Traumatologia
- Otorrinolaringologia
- Patologia
- Pediatria
- Pneumologia
- Proctologia
- Psiquiatria
- Radiologia e diagnóstico por imagem
- Radioterapia
- Reumatologia
- Urologia